# Шахин, Эргюль Мирай
Эргю́ль Мира́й Шахи́н (тур. Ergül Miray Şahin; род. 23 декабря 1989, Бурса) — турецкая актриса

 театра, кино, телевидения и озвучивания.

## Биография и карьера
Эргюль Мирай Шахин родилась 23 декабря 1989 года в Бурсе (Турция), а в 12 лет вместе с семьёй переехала в небольшой город Сапанджа. Дед Шахин по отцовской линии был выходцем из Абхазии, а дед по материнской линии — из Бенгалии (Индия). Шахин с детства мечтала стать актрисой, но на тот момент семья боролась с бедностью и не могла позволить её дорогостоящее обучение. В 2009 году Шахин получила стипендию на учёбу и поступила на театральный факультет Государственной консерватории Стамбульского университета. На тот момент у неё уже был опыт съёмок в эпизодических ролях. 
В 2006 году Шахин сыграла роль Седы в эпизоде телесериала «Я люблю своего брата». С 2020 по 2021 она играла роль Пынар в телесериале «Моя левая половинка». Всего сыграла более пятнадцати ролей в фильмах и телесериалах, играет в театре и занимается озвучиванием.

## Фильмография
| Год       |     | Русское название                        | Оригинальное название        | Роль           |
| --------- | --- | --------------------------------------- | ---------------------------- | -------------- |
| 2006      | с   | Я люблю своего брата                    | Sev Kardeşim                 | Седа           |
| 2011      | с   | На заднем ряду                          | Arka Sıradakiler             | Нуран          |
| 2011—2012 | с   | Великолепный век                        | Muhteşem Yüzyıl              | Зелиха         |
| 2012      | ф   | Почерк                                  | El Yazısı                    | Гюльбахар      |
| 2012      | кор | Монотония                               | Monotoni                     | Мирай          |
| 2013—2015 | с   | Люди без будущего                       | Ötesiz İnsanlar              | Элиф Гюрель    |
| 2015      | с   | Беззаботная жизнь                       | Gamsız Hayat                 | Ясемин         |
| 2016—2017 | с   | Любовь на крыльях птицы                 | Sevda Kuşun Kanadında        | Зейнеп Эрен    |
| 2017      | кор | Проволока                               | Wire                         | Рейхан         |
| 2017      | док | Скрытое наследие Мирацие                | Miraciyye Sakli Miras        |                |
| 2017—2018 | с   | Ялаза                                   | Yalaza                       | Гёкче Акатюрк  |
| 2019      | мс  | Каждому своё                            | Dengi Dengine                | Элиф           |
| 2019—2020 | с   | Воссоединение                           | Vuslat                       | Ягмур          |
| 2020—2021 | с   | Моя левая половинка                     | Sol Yanım                    | Пынар          |
| 2021      | с   | Беда на голову                          | Baş Belası                   | Бетюль Гюльмез |
| 2021      | мф  | Кукольный особняк 2: Исследователь леса | Kuklalı Kösk 2: Orman Kasifi |                |
| 2022      | с   | Ты полюбишь                             | Seversin                     | Назлы Челикбаш |